# Baliza Arroyo Las Vizcachas
La baliza Arroyo Las Vizcachas es una baliza no habitada de la Armada Argentina ubicada en la Provincia de Buenos Aires. Se encuentra en la ubicación 38°59′05″S 62°03′02″O / -38.98472, -62.05056 en el extremo noroeste de la Isla Bermejo. El nombre de la baliza surge de la isla en la que se asienta. La baliza tiene una altura de 10,5 m, se trata de una estructura de torre troncopiramidal color celeste horizonte.